# Друзь Демид Давидович
Деми́д Дави́дович Друзь (1909 , Сидорівка, Комарівська волость, Борзнянський повіт, Чернігівська губернія, Російська імперія  — листопад 1941 ) — український державний діяч. Депутат Верховної Ради УРСР 1-го скликання (1938–1941).

## Біографія
Народився 1909 року в бідній селянській родині в селі Сидорівка, тепер Борзнянський район, Чернігівська область, Україна. З дитячих років працював у сільських багатіїв, пас худобу.
У 1930 році був обраний членом Сидорівської сільської ради Комарівського району. У 1931 році вступив до комсомолу. Був одним із ініціаторів та організаторів колгоспу в селі Сидорівці.
З 1933 року — бригадир, з березня 1937 року — голова правління колгоспу імені Постишева (з 1938 року — імені Кірова) села Сидорівки Комарівського району Чернігівської області.
Кандидат у члени ВКП(б) з 1938 року.
26 червня 1938 року обраний депутатом Верховної Ради УРСР 1-го скликання по Ічнянській виборчій окрузі № 151 Чернігівської області.
З кінця 1930-х років — голова виконавчого комітету Комарівської районної ради депутатів трудящих Чернігівської області.
Розстріляний німцями в листопаді 1941 року

## Нагороди
- орден Леніна (30.12.1935)